# Virgen de la Luz (Tarifa)
Nuestra Señora de la Luz  es una advocación de la Virgen María que se venera en el Santuario de la Virgen de la Luz  y en muchos lugares del mundo. 

## Devoción e iconografía
La devoción e iconografía de la Virgen de la Luz va a contar con diferentes interpretaciones, y ello se refleja en numerosas variantes, aunque todas giren sobre la principal. Va a ser considerada como “Luz y guía”  del caminante y del viajero, del enfermo en su camino hacia la muerte (“el buen morir”), como “Luz y sabiduría” y como “Sol de justicia” o “luz de buen gobierno”.
La Virgen de la Luz adquiere su propia naturaleza al ser representada con una vela en sus manos a la vez que sostiene al Niño Jesús en la otra. Esta representación se vincula a la presentación de Jesús en el templo, durante la cual Jesús es proclamado por el anciano Simeón “luz para iluminar a las naciones". De ahí que también se vincule con su origen litúrgico, la fiesta de la Candelaria o de la Purificación. Ello provoca una confusión en la representación iconográfica, no diferenciándose en ciertas ocasiones de forma “nítida” la representación de la Luz de la Candelaria en sí.

## Historia
A partir de 1789 sale de su santuario para recorrer los ocho kilómetros que distan desde allí hasta Tarifa. Lo hace desde comienzos del siglo XX acompañada de una Gran Cabalgata Agrícola, con cientos de jinetes y amazonas ataviados a la andaluza, celebración nombrada de interés turístico, que tiene lugar el primer domingo de septiembre de Andalucía. Una vez es recibida en el pueblo comienzan las fiestas patronales en su honor.
El día 8 de septiembre, día de la Virgen, se celebra función principal de instituto donde el Ayuntamiento en pleno acude a la iglesia mayor y realiza la renovación del voto o promesa de tenerla como patrona de la población.
El cuarto domingo de septiembre volverá a su santuario, no sin antes celebrar el día previo el acto de Consagración del pueblo de Tarifa a su Patrona. Un acto multitudinario al cual acuden devotos desde todos los lugares de la geografía española y, más concretamente, del Campo de Gibraltar.
Es también Alcaldesa Perpetua de Tarifa.
La Virgen procesiona por las calles del pueblo en la tarde del segundo domingo de septiembre junto con San Isidro Labrador, patrón de los campos. Para este día, la Ntra. Sra. suele portar el valioso manto de la Reina. Un manto en raso celeste bordado con estrellas doradas que le regalara su Majestad la Reina Isabel II, quien se encomendó a ella para engendrar hijo varón. Pocos meses después de este hecho, nació su Alteza Real Alfonso XII.
Otros mantos famosos de la Virgen son el manto del pueblo (bordado en oro sobre terciopelo azul pavo) y el manto de D. Serafín López Cuervo (bordado en oro sobre terciopelo verde). Recientemente, también lo hace con el manto donado en 2019 por el modista de alta costura D. Lorenzo Capriles. Una original pieza en color rojo "capriles" bordado en oro, montado en organza fantasía y tul dorado.
Es la imagen titular de la Pontificia y Real Congregación de María Santísima de la Luz.
Reside habitualmente en su santuario, en la Dehesa de Caheruelas a 8 km de Tarifa. Durante el mes de septiembre, la Virgen se encuentra en Tarifa en la Iglesia Mayor de San Mateo, donde se le celebran sus cultos.
Fue coronada canónicamente el 16 de junio de 2013 por el Obispo de Cádiz Monseñor Don Rafael Zornoza Boy.

### Gran Canaria
Otra advocación de la Virgen de la luz las podemos encontrar en Gran Canaria, en el barrio de La Isleta, en la parroquia "Nuestra Señora de La Luz".

### Italia
La Virgen de la Luz tiene su origen en la ciudad de Palermo (Italia) sobre el año 1722, cuando una monja visionó una imagen de la Virgen María evitando caer en las fauces de un monstruo maligno, mientras sostiene al niño Jesús.
La imagen de María Santísima de la Luz nos muestra el modelo tradicional de Virgen Hodegetria, la Virgen conductora o portadora del Niño.
Actualmente la imagen se encuentra en la ciudad mexicana de León (Guanajuato), bajo el nombre de Madre Santísima de la Luz.

### México
En la ciudad de León, en la Catedral Basílica de León, se encuentra la imagen de la Madre Santísima de la Luz, llegó el 2 de julio de 1732, tras un sorteo de ciudades para albergar la santísima imagen, la ciudad de León salió escogida en todas las ocasiones. La imagen sin embargo es muy diferente.

### Nicaragua
En este país centroamericano es celebrada desde 1861 por los creyentes católicos en el municipio de La Libertad, Chontales situado en el departamento de Chontales.

## Intercesiones
En Tarifa, la advocación y devoción de Nuestra Señora de la Luz surge vinculada a la batalla del Salado (1340), en forma de auxilio al rey Alfonso XI. En dicha contienda comenzaba a caer la tarde, viendo el monarca como llegaba la penumbra y como ello perjudicaba a sus tropas, que comenzaban la persecución de las musulmanas. De esta manera invocó la ayuda de la Madre de Dios: ¡Señora, Luz, más Luz! ¡Señora, Luz, más Luz! El campo de batalla se llenó de resplandores concediéndole lo pedido al rey. Este acontecimiento provocaría el origen “lumínico” del nombre de la advocación. En agradecimiento se construiría la ermita o santuario para venerar la imagen, muy cerca de donde se produjo la famosa batalla.
Intercesión en la epidemia de peste de 1649 y en la de cólera de 1854.
Ante épocas de sequía se traía al pueblo la imagen en las conocidas prerrogativas. Se le pedía lluvia para que los campos pudiesen dar sus frutos, ya que Tarifa es un pueblo eminentemente agrícola y pesquero. Por la intercesión de la Virgen estuvo lloviendo varios días y los campos se recuperaron de la sequía que los azotaba.
Notable fue también la intercesión de la Virgen durante el asedio francés en plena Guerra de la Independencia. Ante la inminente derrota de las tropas que defendían la Plaza de Tarifa, subieron a la Virgen de la Luz a la muralla donde, al ser implorada su protección, cayó gran cantidad de agua sobre el campo de batalla durante varios días hasta el punto que se desbordó el arroyo que atravesaba la ciudad. Este hecho inundó el lugar donde los franceses tenían organizado el ataque a la ciudad, muriendo ahogados muchos de ellos que optaron por retirarse ante la imposibilidad de continuar el asedio . Famoso es el dicho popular a la Virgen "Que con su protección y su gracia, Tarifa está más segura, que con todas sus murallas".

## Imagen
La imagen de María Santísima de la Luz nos muestra el modelo tradicional de Virgen Hodegetria, la Virgen conductora o portadora del Niño. En posición frontal, la talla representa a la Virgen María en pie, con un ligero contrapposto adelantando su pierna izquierda en actitud de mostrar a su Hijo al pueblo, al que sostiene en su brazo izquierdo y con la mano derecha apoyada en una de sus rodillas. El Niño Jesús, vestido con un batón largo, originalmente se mostraba en actitud de bendecir con su mano derecha, en la que actualmente porta un cetro que, junto con el Orbe o bola del mundo -atributo de Cristo Salvador- que sostiene sobre la mano izquierda, simboliza su realeza y poder misericordioso.
Tradicionalmente la imagen se presenta cubierta por un manto postizo y toquilla, que se sujetaban a la talla por ocho clavos de plata y esconden por completo la escultura policromada a excepción de rostro y manos. También el Niño se viste habitualmente con un batoncito de tela y zapatos de plata. No obstante, desde su restauración en 2009 por el conservador-restaurador sanluqueño Jesús Guerrero García, durante todo el mes de mayo la imagen se expone en su Santuario desvestida para permitir a sus fieles y devotos la perfecta contemplación de la talla y su policromía.
De autor anónimo, los primeros datos ciertos de la cofradía de la Virgen de la Luz podrían remontarla documentalmente hasta el año de 1550, encuadrándose por tanto dentro de la época renacentista. El estilo de la imagen encaja perfectamente dentro del manierismo romanista, propio de la escuela sevillana de la segunda mitad del XVI y, en particular, la talla responde claramente a los cánones y recuerda en extremo a los modelos de la escuela montañesina. Sin embargo, su composición algo rígida, estática y en bloque, el rostro todavía algo hierático, casi sin expresión, solemne y en cierto modo distante, no permiten una atribución fiable al maestro de Alcalá la Real (1568-1649), a caballo ya entre el Renacimiento y el Barroco.
Hay que señalar que la policromía y estofados de la Virgen recuperados en 2009 no son los originales, sino que fueron realizados en una restauración integral a la que fue sometida la imagen por el pintor sevillano Diego Gutiérrez en el mes de mayo de 1726. Desde entonces no es conocida ninguna otra intervención sobre la talla, si bien durante los trabajos llevados a cabo en 2009 se ha podido confirmar que las manos del Niño Jesús no deben tratarse tampoco de las originales ya que la derecha inicialmente debía estar en actitud de bendecir, tal y como desvelan antiguos grabados hasta el siglo XIX. Debajo de la capa pictórica más superficial, durante la restauración efectuada por Jesús Guerrero se evidenció igualmente la existencia de la policromía original del siglo XVI, la cual se ha estimado oportuno mantener oculta ante el desconocimiento de su estado de conservación y el notable valor de la policromía visible del XVIII.

## Hermanos Mayores de Honor
- Isabel II
- Alfonso XII
- Juan Carlos I[6]
- Sofía de Grecia